# Bernhardinerinnen von Esquermes
Die Bernhardinerinnen von Esquermes sind ein kleiner Zweig des Zisterzienserordens. Sie folgen der Benediktsregel und sind vor allem in der Schulbildung tätig. Heute bestehen acht Klöster in sechs Ländern, die durch einen zentralen Rat verbunden sind.

## Geschichte des Ordens
Die Ursprünge der Bernhardinerinnen finden sich in der Gründung des Zisterzienserordens und dessen Frühzeit in Cîteaux. Mit der zunehmenden Verbreitung des Ordens, die besonders auf Bernhard von Clairvaux zurückzuführen ist, entstanden auch immer mehr neue Ordensniederlassungen. Zum Zeitpunkt des Todes von Bernhard 1153 gab es bereits 353 Zisterzienserklöster. Auch Frauen wollten dem zisterziensischen Ideal folgen und es kam zu etlichen Klostergründungen – unter anderem auch in Französisch-Flandern.

### Die Französische Revolution und die Bernhardinerinnen
Drei der zisterziensischen Nonnenklöster in Flandern waren die Abteien von Notre Dame de la Brayelle in Annay (1196), Notre Dame de la Woestine in St. Omer (1217) und Notre Dame Des Prés in Douai (1221). Die Nonnen dieser und anderer zisterziensischer Frauenkonvente in Flandern wurden als Bernhardinerinnen bezeichnet.
Im Zuge der Französischen Revolution wurden die drei Abteien 1792 aufgehoben – für drei Schwestern sollte dies jedoch nicht das Ende ihrer zisterziensischen Lebensweise sein: Hippolyte Lecouvreur (1747–1828) aus Les Près, ihre leibliche Schwester Hombeline Lecouvreur (1750–1829) aus Annay und Hyacinthe Dewismes (1760–1828) aus La Woestine. Die drei Schwestern kamen 1799 mit dem Ziel zusammen, ihr zisterziensischen Leben weiterzuführen, und ließen sich in Esquermes, einer Vorort von Lille, nieder. Um einen Lebensunterhalt zu haben und um gegenüber dem religionsfeindlichen Regime ihre Nützlichkeit unter Beweis zu stellen, gründeten sie eine Schule. Für zwei der Schwestern, die aus in der Ausbildung junger Mädchen tätigen Häusern kamen, setzte sich damit ihre frühere Arbeit fort.
1806 begannen schließlich die Aufbauarbeiten eines neuen Klosters für die Schwestern, 30 Jahre später hatte es seine offiziellen Statuten und interne Regelungen, die sich stark an zisterziensische Gewohnheiten anlehnten. Die Einweihung des neuen Klosters Notre Dame de la Plaine erfolgte am 28. Mai 1827 – es war zu diesem Zeitpunkt bereits ein Zuhause für einige andere Nonnen geworden.

### Die ersten hundert Jahre
Die Bernhardinerinnen von Esquermes erfreuten sich bald eines regen Zulaufs und das Kloster wuchs, sodass es 1846 auf Einladung des Erzbischofs von Cambrai zur Gründung eines neuen Klosters mit einer Schule in Cambrai kam. Beide Klöster und ihre Schulen blühten auf und ihr Einfluss in der Gegend wuchs. Da in Frankreich der Antiklerikalismus aber nach wie vor bestand, kamen Vorahnungen erneuter Probleme in der Zukunft bei den Schwestern auf. Es kam daher zur Gründung eines neuen Klosters in Frankreich (Bonsecours, 1904) sowie von Häusern auch außerhalb Frankreichs – in Belgien (Ollignies, 1883) und England (Slough, 1897) – die den Schwestern eine Zufluchtsmöglichkeit eröffneten. Bereits 1904 bestätigten sich die Vorahnungen: aufgrund antiklerikaler Gesetze wurden die Schwestern aus Esquermes vertrieben und fanden in ihren anderen Niederlassungen Zuflucht. Ollignies in Belgien wurde ihr neues Mutterkloster.
Die Bernhardinerinnen von Esquermes hatten ursprünglich nie eine Ordensgründung geplant, der große Zuwachs und die Gründung neuer Niederlassungen machten jedoch eine neue Struktur und eine Konstitution notwendig, die 1909 von Rom bestätigt wurde.

### Spätere Entwicklungen
Das neue kanonische Kirchenrecht von 1917 ermöglichte den Schwestern die Wiederaufnahme ihrer zu Anfang unter dem Einfluss eines Kaplans verlorenen zisterziensischen Identität, sodass 1937 neue Konstitutionen bestätigt wurden, welche die Bernhardinerinnen als Zisterzienserinnen anerkennen. Seit 1955 können sie durch Bestätigung ihre feierliche Profess als Zisterzienserinnen ablegen, enge Verbindungen finden sich sowohl zu den Zisterziensern wie zu den Trappisten.

## Spiritualität und Ordensleben
Die Bernhardinerinnen leben nach der Benediktsregel und nach zisterziensischem Ideal zusammen auf der Suche nach Gott. Sie leben in Einfachheit, Stille und Einsamkeit; ihr Tag wird durch das Stundengebet bestimmt. Die Jungfrau Maria ist von größter Bedeutung für die Bernhardinerinnen – alle Ordenshäuser sind ihr geweiht.
Neben der Schulbildung ist die gelebte Gastfreundschaft ein wichtiges Motiv des Ordens: Zwei Klöster führen Schulen und alle haben Gästehäuser, in denen Gäste wohnen und am Leben der Schwestern teilhaben können. Daneben besteht Viehzucht, es werden Klosterläden geführt und Küchengärten betrieben.

## Leitung
Durch die Entstehungsgeschichte des Ordens entwickelte sich eine zentrale Leitung mit Sitz im Mutterkloster Notre Dame de La Plaine. Die Generalpriorin ist für alle übergeordneten Entscheidungen und die Administration zuständig, unterstützt wird sie durch einen Generalrat von vier weiteren Schwestern. Für die Organisation der einzelnen Klöster ist jeweils deren Priorin zuständig. Ein Generalkapitel findet alle sechs Jahre statt.

## Aktuelle Niederlassungen
- Notre Dame de La Plaine (Mutterkloster) in Saint André lez Lille, Frankreich
- Notre Dame des Petites Roches in Saint Bernard du Touvet, Frankreich
- Stella Maris in Itō, Japan
- Notre Name du Lac in Goma, Demokratische Republik Kongo
- Our Lady of Hyning in Carnforth, England
- Our Lady and St. Bernard in Brownshill Stroud, England
- Our Lady of Bafor in Diébougou, Burkina Faso
- Eine entstehende Neugründung in Asien.